# Deutsch-honduranische Beziehungen
Die Deutsch-honduranische Beziehungen sind das zwischenstaatliche Verhältnis zwischen Deutschland und Honduras. Die bilateralen Beziehungen werden von dem Auswärtigen Amt als „traditionell freundschaftlich“ bezeichnet.

## Geschichte
1876 schloss Werner von Bergen, der Generalkonsul des Deutschen Reiches für Zentralamerika (Guatemala, Costa Rica, Nicaragua, El Salvador und Honduras) einen Freundschafts-, Handels-, Schifffahrts- und Konsularvertrag mit Honduras ab, wodurch diplomatische Beziehungen etabliert wurden und der Kaffeeexport aus Zentralamerika nach Deutschland einen deutlichen Aufschwung erhielt. In Zentralamerika wurde Deutschland ein wichtiger Wirtschaftspartner, was die Monroe-Doktrin der USA herausforderte. Auch Honduras erhielt einige einzelne Investitionen aus Deutschland, Zentrum der deutschen Aktivitäten waren allerdings die Länder Costa Rica und Guatemala, wo sich auch zahlreiche deutsche Siedler niederließen. Einige Deutsche siedelten sich auch in Honduras an. So komponierte der deutsche Immigrant Carlos Hartling 1903 die Nationalhymne von Honduras.
Die beiden Weltkriege beendeten den deutschen Einfluss in Zentralamerika. Honduras erklärte dem Deutschen Reich jeweils 1918 und 1941 den Krieg und die Wirtschaftsbeziehungen wurden unterbrochen. Nach dem Ende des Zweiten Weltkriegs nahm Honduras am 20. Januar 1960 diplomatische Beziehungen mit der Bundesrepublik Deutschland auf. Beziehungen zur DDR wurden dagegen nie aufgenommen. Honduras eröffnete 1961 eine Botschaft in Bad Godesberg, die 2000 ins Berliner Hansaviertel verlegt wurde.

## Wirtschaftsbeziehungen
2024 lagen die deutschen Warenexporte nach Honduras bei 297 Millionen Euro und die Importe aus dem Land bei 362 Millionen Euro. In der Rangliste der deutschen Handelspartner nahm Honduras damit Rang 101 ein. Innerhalb der EU ist Deutschland für Honduras der wichtigste Handelspartner. Deutschland importiert aus Honduras hauptsächlich Kaffee und Textilien und exportiert im Gegenzug industrielle und chemische Erzeugnisse. Es gibt eine deutsch-honduranische Handelskammer.
Deutschland zählt neben den USA und Spanien zu den wichtigsten Geberländern für Honduras bei der Entwicklungszusammenarbeit. Die GIZ und die KfW sind beide in Honduras präsent, ebenso wie zahlreiche deutsche NROs. Schwerpunktthemen der deutschen Entwicklungshilfe sind die Bereiche Umweltschutz, Migration, Jugendgewaltprävention, Schulinfrastruktur und erneuerbare Energien. Deutschland hat auch immer wieder bei Naturkatastrophen Hilfe geleistet, wie z. B. nach Hurrikan Mitch im Jahr 1998 und unterstützt das Land bei der Anpassung an den Klimawandel.

## Kulturbeziehungen
In Honduras sind zwei deutsche Kulturzentren und seit 1982 die Friedrich-Ebert-Stiftung aktiv.
Die Deutsch-Honduranische Gesellschaft wurde im Jahr 2000 gegründet und führt verschiedene soziale Projekte im Land durch.

## Diplomatische Standorte
- Deutschland hat eine Botschaft in Honduras
- Honduras hat eine Botschaft in Berlin.